# Dana Dool
Dana Dool (Leiden, 2 februari 1964) is een Nederlands actrice, die vooral bekend geworden is als barvrouw Connie uit de serie Het zonnetje in huis.
Dool studeerde aan de Toneelschool Amsterdam, waar haar leraar Pieter Lutz was. Deze was tevens haar tegenspeler in de serie Het Zonnetje in Huis. Later speelde ze in series als Pleidooi en Flodder. Daarnaast heeft ze aan diverse toneelstukken meegewerkt onder andere bij Theatergroep Alex d'Electrique, ('Tear Garten' en het 'Het Periodiek Systeem Der Elementen'), Theatergroep Hollandia ('Wormrot') en het RO-Theater ('Matilda' van Roald Dahl). Verder is ze actief als illustrator en grafisch ontwerper.

## Filmografie
- Het Zonnetje in Huis Televisieserie - barvrouw Connie (Afl. onbekend, 1997-2002)
- André's Comedy Club (1998) - 8-delige serie shows van André van Duin
- Domburg (1996) - podotherapeut
- Flodder Televisieserie - vrouw met kinderwagen (Afl., Vlees, 1998)
- Flodder Televisieserie - Sinterklaas - moeder van kind (Afl., Heerlijk avondje, 1995)
- Flodder Film - Vrouw in bar (Flodder 3 voor de vechtscène)
- Vrouwenvleugel Televisieserie - vrouw (Afl., Snoes op drift, 1995)
- Het Oude Noorden Televisieserie - barvrouw Ankie Visser (1993)
- De nacht van de wilde ezels (1990) - Joanna's secretaresse